# Číňané
„Číňané“ je, podobně jako například „Britové“, časté, ale nejednoznačné označení. Může znamenat jednu z následujících skupin lidí:
- Chanové – nejpočetnější etnikum, žijící v Číně
- Chanové a ostatní národnostní menšiny v Číně – etnika, žijící v Číně, přičemž se jako Číňané se neoznačují Tibeťané a Ujgurové a také etnika mající svůj vlastní stát (Mongolové, Kazaši, Korejci, Kyrgyzové, …)
- obecně obyvatele Čínské lidové republiky